# Mikel Aranburu
Mikel Aranburu Eizagirre (* 18. února 1979 Azpeitia, Španělsko) je bývalý španělský fotbalový obránce baskického původu, který celou svou hráčskou kariéru strávil v klubu Real Sociedad. Hrál na postu defenzivního záložníka. Jeho bratr Josu Aranburu je taktéž fotbalista.
Odchovanec baskického klubu Real Sociedad, kde mimo mládežnických týmů hrál i za rezervu a A-mužstvo.